# Pedro García Cuartango
Pedro García Cuartango (Miranda de Ebro, 1955) és un periodista i editorialista espanyol, director del diari El Mundo entre 2016 i 2017.

## Biografia
Pedro García va néixer el 1955 en la localitat de Miranda de Ebro. És llicenciat en ciències de la informació per la Universitat Complutense de Madrid. És casat i té quatre filles.

### Trajectòria
Va començar la seva activitat professional el 1977 a Radio Nacional de Càceres com a redactor. El 1979, es va incorporar a Actualidad Electrónica, el primer setmanari sobre electrònica i informàtica en castellà. Va ser nomenat director d'aquest setmanari el 1981. Va assessorar en els treballs del primer Pla Electrònic Nacional, sent citat a comparèixer pel Congrés dels Diputats com a expert.
El 1986 es va incorporar a la redacció de Cinco Días. A l'any següent va formar part d'equip fundacional del setmanari El Globo. El 1988 es va incorporar a la redacció de Diario 16, on va ser nomenat el 1989 redactor en cap de la secció d'Economia. Va formar part de l'equip fundacional del diari El Sol, al que es va incorporar com a sotsdirector el 1990.
El maig de 1992, va fitxar per El Mundo com a redactor cap. El 2000 va ser nomenat sotsdirector i responsable de la secció d'Opinió, en la qual va treballar des de 1993 com a editorialista. El febrer de 2014, va ser nomenat adjunt al director i responsable del suplement EM/2 Cultura d'El Mundo. El 25 de maig de 2016 va ser nomenat director del diari d'Unidad Editorial.
Va publicar des de 2005 fins a agost de 2015 la sèrie Vidas Paralelas a El Mundo, en la qual comparava personatges històrics del passat amb figures polítiques de l'actualitat. Una selecció d'aquests textos va ser editada com a llibre en format digital. Ha estat secretari de l'Associació de Periodistes Econòmics i professor de la Facultat de Ciències de la Informació.